# Hymedesmia sirventi
Hymedesmia sirventi är en svampdjursart som först beskrevs av Topsent 1928.  Hymedesmia sirventi ingår i släktet Hymedesmia och familjen Hymedesmiidae. Inga underarter finns listade i Catalogue of Life.